# Słupno (Płock)
Pour les articles homonymes, voir Słupno.
Słupno (prononciation : [ˈswupnɔ]) est un village polonais de la gmina de Słupno dans le powiat de Płock de la voïvodie de Mazovie dans le centre-est de la Pologne.
Le village est le siège administratif (chef-lieu) de la gmina appelée gmina de Słupno.
Il se situe à environ 11 km au sud-est de Płock (siège du powiat) et à 86 km à l'ouest de Varsovie (capitale de la Pologne).
Le village compte approximativement une population de 790 habitants en 2006.

## Histoire
De 1975 à 1998, le village appartenait administrativement à la voïvodie de Płock.